# George Clooney
George Timothy Clooney (Lexington, 6 de maio de 1961) é um ator, produtor, roteirista, e diretor de cinema e televisão, empresário e filantrópico norte-americano. É vencedor de quatro Globo de Ouros, três SAG Awards e dois Oscars, um de melhor ator coadjuvante por Syriana em 2006 e outro como produtor de Argo em 2012, ano que se consagrou segunda pessoa a conseguir ser indicado em seis categorias diferentes da premiação (Melhor Filme, Melhor Diretor; Melhor Roteiro Original, Melhor Roteiro Adaptado, Melhor Ator e Melhor Ator Coadjuvante), repetindo o feito de Walt Disney e sendo seguido por Alfonso Cuarón. Com Brad Pitt, divide o feito de únicos vencedores do Oscar de Melhor Ator Coadjuvante e Filme. Em 2010, recebeu o Bob Hope Humanitarian Award, do Emmy, por seu trabalho humanitário e especial de TV para arrecadar dinheiro para o Haiti, em 2013 recebeu o BAFTA por conjunto da obra, em 2015 ganhou o Cecil B. DeMille Award, do Globo de Ouro, em 2017 ganhou o prêmio honorário do Cesar Award, e em 2018, recebeu o AFI Lifetime Achievement Award, todos por sua carreira.
Clooney começou sua carreira na televisão em 1978, e mais tarde, ganhou reconhecimento no drama médico ER no qual atuou de 1994 a 1999, e lhe rendeu duas indicações ao Emmy. Enquanto trabalhava no show,  atraiu diversos convites para papéis principais em filmes. Em 1996, fez Um Drink do Inferno, e em 1998, Irresistivel Paixão, filme do diretor Steven Soderbergh,com quem Clooney viria a trabalhar outras diversas vezes. Em 1999, conseguiu o papel principal do filme Três Reis. Em 2000, protagonizou E aí, Meu Irmão, Cadê Você?, que lhe rendeu seu primeiro Globo de Ouro e iniciou uma longa parceria com os Irmãos Cohen.
Em 2001, a fama do ator foi aumentada com o lançamento de seu primeiro sucesso comercial cinematográfico, o remake de Onze Homens e Um Segredo, dirigido por Soderbergh. Graças a grande aceitação do público, o filme se tornou uma trilogia. Um ano depois, fez sua estreia na direção com o filme Confissões de Uma Mente Perigosa, que concorreu na categoria de Melhor Filme do Festival de Cinema de Berlim e rendeu a Sam Rockwell o prêmio de Melhor Ator do festival. Em 2005 dirigiu e roteirizou Boa Noite e Boa Sorte, filme indicado a seis Oscars e vencedor do prêmio de melhor roteiro no Festival de Veneza, em 2008 dirigiu a comédia Leatherheads, em 2011 o drama político The Ides of March, indicado a dois Oscars, em 2014 o filme de guerra The Monuments Men, em 2017 a comédia Suburbicon e em 2020 o drama da Netflix The Midnight Sky.
Clooney foi incluído na Time 100, lista de pessoas mais influentes do mundo em todos os anos de 2006 a 2009. Em 2018, foi nomeado pela Forbes o ator mais bem pago do ano por conta da venda bilionária de sua marca de tequila, Casamigos. George é uma das personalidades mais ricas de Hollywood, com uma fortuna estimada em US$550 milhões e é constantemente listado como um dos homens mais atraentes da indústria.
É também conhecido por seu ativismo, foi Mensageiro da Paz da Unicef e é membro do Council on Foreign Relations. É casado com a advogada de direito humanos Amal Clooney e com ela fundou e preside a Clooney Foundation for Justice, que tem como objetivo denunciar e buscar justiça por casos de abuso e violação dos direitos humanos pelo mundo. George e Amal têm dois filhos, um casal de gêmeos.

## Biografia
George Clooney nasceu em Lexington, Kentucky, e é filho do jornalista e apresentador de televisão Nick Clooney e da participante de concursos de beleza Nina Clooney, tem uma irma mais velha, Adalia "Ada" e sua tataravó, Mary Ann Sparrow, era meia-irmã de Nancy Lincoln, mãe do presidente Abraham Lincoln. É sobrinho da cantora e atriz Rosemary Clooney e do ator porto-riquenho José Ferrer, primo de primeiro grau de Miguel Ferrer e Gabriel Ferrer, casado com a cantora Debby Boone, e de segundo grau da atriz Tessa Ferrer (filha de Gabriel e Debby), conhecida por Grey's Anathomy.
George acompanhava o pai nos estúdios desde os cinco anos de idade e chegou a aparecer algumas vezes em seu programa. A família Clooney se mudava muito por conta do trabalho de Nick e entre 1968 e 1974, George estudou em algumas escolas particulares católicas em Kentucky e Ohio e uma escola pública, e foi coroinha de uma igreja. No ensino médio, Clooney desenvolveu paralisia de Bell, uma condição médica que paralisa o rosto parcialmente. Em entrevista para Larry King, ele declarou "sim, acabou. Leva cerca de nove meses para passar. Era o primeiro ano do ensino médio, o que é um mal momento para ter metade do seu rosto paralisado [...] É provavelmente uma grande coisa que aconteceu comigo porque me forçou a rir de mim mesmo e eu acho que essa é uma parte importante de ser famosos. As brincadeiras têm que ser direcionadas a você".
Quando sua família mudou para Augusta, Kentucky, ingressou na Augusta High School, onde tirava boas notas e era um bom jogador de basquete e beisebol. Ele tentou jogar profissionalmente no Cincinnati Reds em 1977, mas não passou na primeira etapa de testes. Ele cursou jornalismo da Northern Kentucky University entre 1979 e 1981, e passou pouco tempo na University of Cincinnati, mas não se formou em nenhuma. Ele ganhava dinheiro vendendo sapatos femininos, seguros de porta em porta, estocando prateleiras, trabalhando na construção e cortando tabaco.
Em 1982, Clooney se mudou para Los Angeles com o primo Miguel para tentar a carreira de ator. Até se estabilizar, morou de favor na casa do parente e de amigos. Foi nessa época, que começou sua amizade com as atrizes Sandra Bullock, Laura Dern, Michelle Pfeiffer e com o ator Richand Kind.

## Carreira

### Inicio da Carreira: 1978-1993
O primeiro papel de Clooney foi como um extra na minissérie de televisão Centennial em 1978, que foi baseada no romance de mesmo nome de James A. Michener e foi parcialmente filmado em sua cidade, Augusta. O trabalho veio a convite do primo Miguel, que estava atuando na produção. O primeiro papel importante de Clooney veio em 1984 na sitcom de curta duração E / R (não deve ser confundida com ER, o drama hospitalar mais conhecido, no qual Clooney também co-estrelou uma década depois). Ele interpretou um faz-tudo na série The Facts of Life e apareceu como Bobby Hopkins, um detetive, em um episódio de The Golden Girls. Seu primeiro papel de destaque foi um papel coadjuvante semi-regular na sitcom Roseanne, interpretando o supervisor de Roseanne Barr, Booker Brooks, seguido pelo papel de um operário de construção em Baby Talk, um papel coestrelado no drama da CBS Bodies of Evidence como o Detetive Ryan Walker, e depois uma virada de um ano como Det. James Falconer em Sisters. Em 1988, atuou no filme de comédia-terror Return of the Killer Tomatoes. Em 1990, ele estrelou o breve drama policial da ABC, Sunset Beat. Durante os anos 80, Clooney foi um estudante na escola de atuação Beverly Hills Playhouse, onde esteve por cinco anos e foi colega de turma de Michelle Pfeiffer.

### Começo do Estrelato: 1994–1999
Clooney ganhou fama quando interpretou o Dr. Doug Ross, ao lado de Anthony Edwards, Julianna Margulies e Noah Wyle, no drama médico da NBC ER de 1994 a 1999. Depois de deixar a série em 1999, ele fez uma aparição especial no 6º temporada e voltou para um lugar de convidado na temporada final do show.  Por seu trabalho na série, Clooney recebeu duas indicações ao Primetime Emmy Award de Melhor Ator Principal em Série Dramática em 1995 e 1996.  Ele também ganhou três indicações ao Globo de Ouro de Melhor Ator - Drama em Série de Televisão em 1995, 1996 e 1997 (perdendo para o co-estrela Anthony Edwards) e ganhou três SAGs de Melhor Elenco em Série de Drama.
Clooney começou a aparecer em filmes enquanto trabalhava em ER. Seu primeiro papel importante em Hollywood foi no thriller de terror comédia e crime From Dusk till Dawn, dirigido por Robert Rodriguez e co-estrelado por Harvey Keitel e Quentin Tarantino. Ele seguiu seu sucesso com a comédia romântica One Fine Day com Michelle Pfeiffer, e o thriller de ação The Peacemaker com Nicole Kidman. Clooney foi então escalado como Batman em Batman & Robin de Joel Schumacher, que foi um modesto sucesso bilheteria, mas um fracasso crítico (com o próprio Clooney chamando o filme de "um desperdício de dinheiro"). Em 1998, ele co-estrelou a comédia policial Out of Sight ao lado de Jennifer Lopez, marcando a primeira de suas muitas colaborações com o diretor Steven Soderbergh. Ele também estrelou Três Reis durante as últimas semanas de seu contrato com ER.
Em 1994, Clooney e Wyle participaram da primeira temporada de Friends interpretando médicos que saem com Monica e Rachel, personagens de Courteney Cox e Jennifer Aniston. 

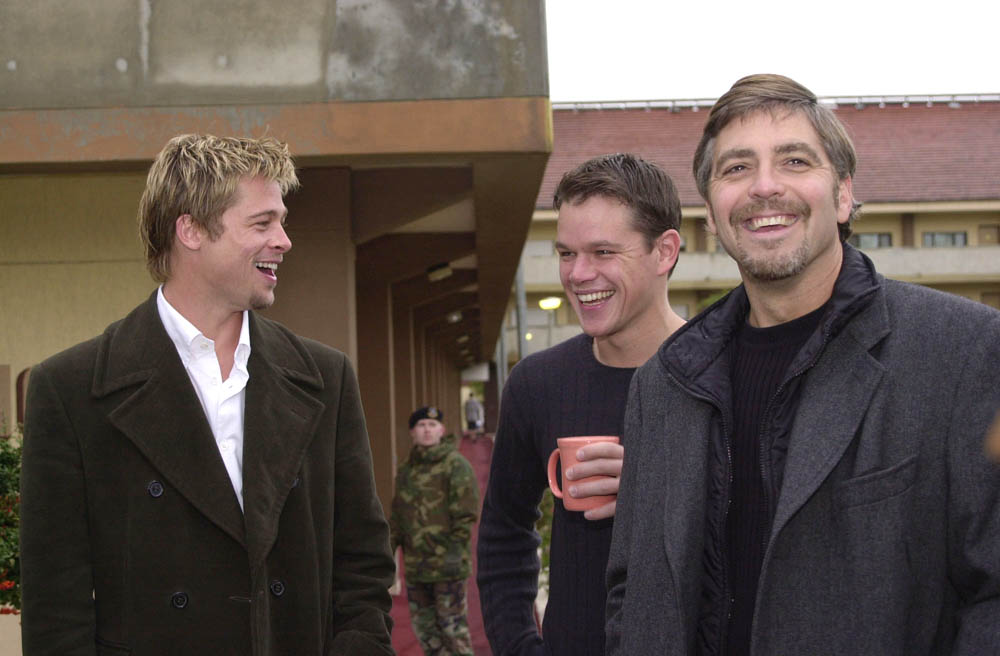
Clooney com os colegas da trilogia "Ocean's", Brad Pitt e Matt Damon em 2001.

### PósER,Carreira no Cinema:2000–2010
Após deixar ER, Clooney estrelou uma série de filmes comercialmente bem sucedidos, The Perfect Storm (2000), O Brother, Where Art Thou? (2000), dos Irmãos Cohen, que lhe rendeu o Globo de Ouro de Melhor Ator em Filme de Comédia e iniciou uma longa e bem sucedida parceria do ator com a dupla de diretores. Em 2001, ele se juntou a Soderbergh novamente para a comédia criminal Onze Homens e Um Segredo, remake do filme com mesmo nome lançado em 1960, com Clooney interpretando o protagonista Danny Ocean, originalmente interpretado Frank Sinatra, e contanto com grandes nomes como Brad Pitt, Julia Roberts, Don Cheadle e Matt Damon no elenco. "Onze Homens" foi um grande sucesso, arrecadando mais de 450 milhões de dólares e inspirou mais dois filmes igualmente bem sucedidos, Doze Homens e Outro Segredo em 2004, e Treze Homens e Um novo Segredo em 2007, que atraíram participações de estrelas como Andy Garcia, Catherine Zeta-Jones, Al Pacino e Vincent Cassel e tiveram George como produtor.
Também em 2001, Clooney e Soderbergh co-fundaram a Section Eight Productions, na qual Grant Heslov foi presidente de televisão. George estreou na direção em 2002 com o filme Confessions of a Dangerous Mind, baseado na autobiografia do produtor de TV Chuck Barris. Apesar de não ter ido bem em bilheteria, a critica elogiou o filme e apontou que o futuro de George como diretor parecia promissor. A produção rendeu o prêmio de Melhor Ator do Festival de Berlim a Sam Rockwell.
Entre 2001 e 2003, voltou a trabalhar com diretores já conhecidos: Soderbergh (Solaris, 2002), Irmãos Cohen (O Amor Custa Caro, 2003), Robert Rodrigues (Pequenos Espiões 1 e 3, 2001 2 2003)
Em 2005, estrelou Syriana, que foi livremente baseado nas memórias do ex-agente da Agência Central de Inteligência Robert Baer sobre seu serviço no Oriente Médio, e para o papel, ganhou mais de 18 kg. O ator sofreu um acidente no set, que causou uma lesão cerebral com complicações de uma dura-máter perfurada. Ele foi diagnosticado e operado pelo irmão de sua amiga, a atriz Lisa Kudrow, que lhe indicou o médico. No mesmo ano, dirigiu, produziu e estrelou Good Night and Good Luck, um filme sobre a famosa guerra de palavras do jornalista de televisão Edward R. Murrow com o senador Joseph McCarthy. No Oscar de 2006, Clooney foi indicado para Melhor Diretor e Melhor Roteiro Original por Good Night and Good Luck, bem como Melhor Ator Coadjuvante por Syriana e ganhou o prêmio de atuação.
Em seguida, apareceu em The Good German (2006), um filme noir dirigido por Soderbergh que se passa na Alemanha pós-Segunda Guerra Mundial. Em agosto de 2006, Clooney e Heslov fundaram a produtora Smokehouse Pictures. Em outubro de 2006, Clooney recebeu o American Cinematheque Award, que homenageia alguém na indústria do entretenimento que fez "uma contribuição significativa para a arte do cinema". 

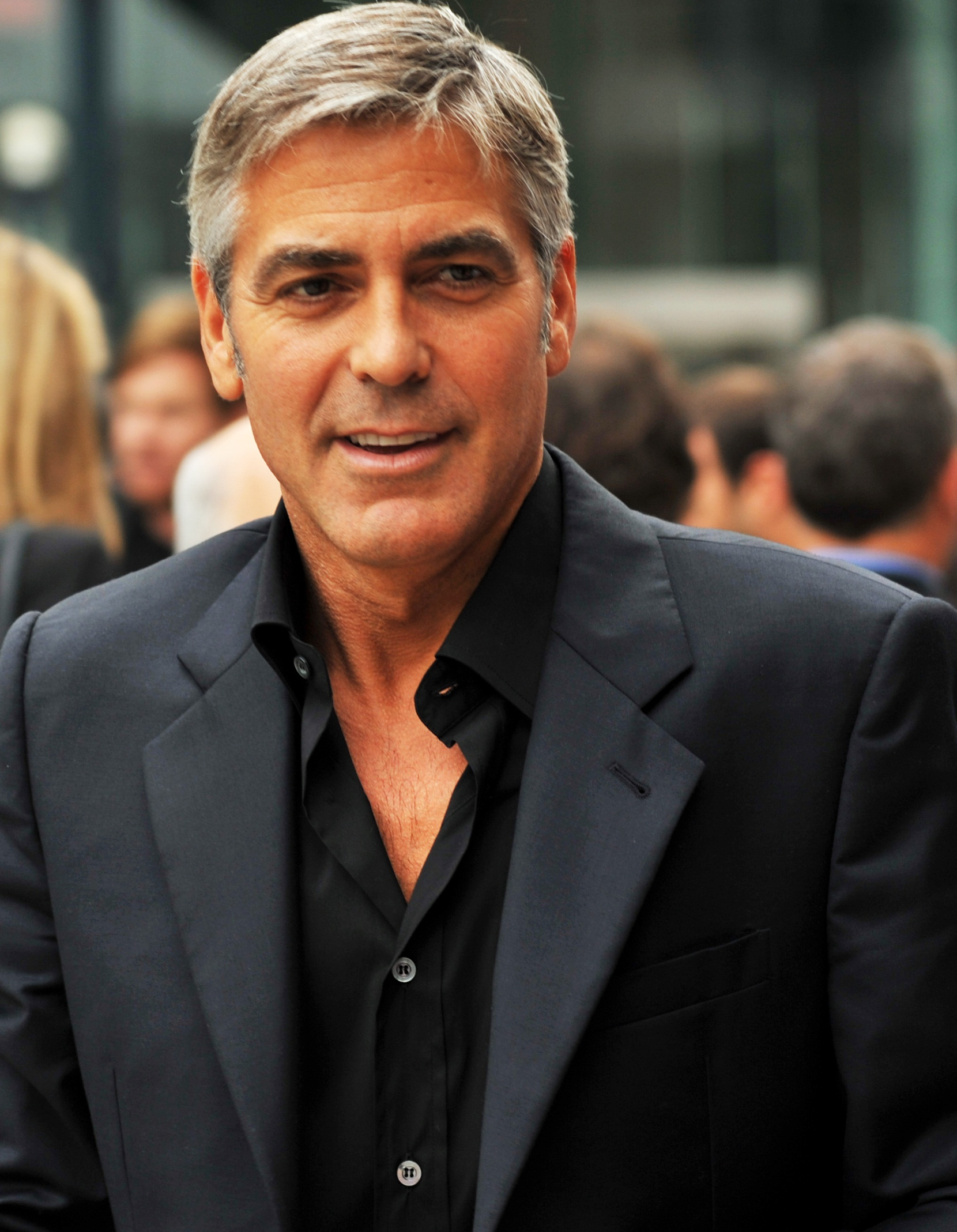
Clooney na exibição de The Men Who Stare at Goats em Toronto, 2009

Em 22 de janeiro de 2008, Clooney foi indicado ao Oscar de Melhor Ator por Michael Clayton (2007), mas não ganhou. Mais tarde naquele ano, ele dirigiu seu terceiro filme, Leatherheads, no qual também estrelou. Em 4 de abril de 2008, a Variety relatou que Clooney havia silenciosamente renunciado ao Writers Guild of America por causa de uma disputa envolvendo Leatherheads. Clooney, que é o diretor, produtor e estrela do filme, afirmou que contribuiu para escrever "todas as cenas, exceto duas", e solicitou um crédito de redação ao lado de Duncan Brantley e Rick Reilly, que havia trabalhado no roteiro de 17 anos. Clooney perdeu uma votação de arbitragem por 2–1 e retirou-se do sindicato devido à decisão. Ele se tornou um não membro com "status financeiro central", o que significa que ele não tem mais direitos de voto e não pode concorrer a cargos ou participar de reuniões de membros, de acordo com a constituição do WGA. Em seguida, ele co-estrelou com Ewan McGregor e Kevin Spacey no filme de comédia de guerra The Men Who Stare at Goats, dirigido por Heslov e lançado em novembro de 2009. Também em novembro de 2009, ele dublou o personagem-título do longa-metragem de animação de Wes Anderson Fantastic Sr. Fox, indicado ao Oscar de Melhor Animação. No mesmo ano, estrelou a comédia dramática Up in the Air, que inicialmente teve lançamento limitado e, em seguida, estreou em 25 de dezembro de 2009. Por sua atuação no filme, dirigido por Jason Reitman, foi nomeado para um Globo de Ouro, um Screen Actors Guild Award, BAFTA e um Oscar. Em 2010, protagonizou e produziu The American, baseado no romance A Very Private Gentleman de Martin Booth e dirigido por Anton Corbijn.

### 2011 – presente
Em 2011, Clooney passou a ser agenciado por Bryan Lourd, co-presidente da Creative Artists Agency (CAA), maior agência de talentos de Hollywood. Também em 2011, Clooney estrelou The Descendants, como um marido cuja esposa sofre um acidente que a deixa em coma. Ele recebeu elogios da crítica por seu trabalho e ganhou o prêmio Broadcast Film Critics Association de Melhor Ator e o Globo de Ouro de Melhor Ator - Drama Cinematográfico. Além disso, foi indicado ao Screen Actors Guild de Melhor Ator, ao BAFTA Award de Melhor Ator e ao Oscar de Melhor Ator. No mesmo ano foi indicado ao Oscar de Melhor Roteiro Adaptado pelo drama político The Ides of March, que também conta com sua direção. Em 2013, ganhou o Globo de Ouro de Melhor Filme - Drama, o Prêmio BAFTA de Melhor Filme e o Oscar de Melhor Filme pela produção de Argo, dirigido por Ben Affleck. Ele é a uma das três únicas pessoas na história do Oscar a ser indicada ao Oscar em seis categorias diferentes: Melhor Filme, Melhor Ator, Melhor Ator Coadjuvante, Melhor Diretor, Melhor Roteiro Original e Melhor Roteiro Adaptado, dividindo o posto com Walt Disney e Alfonso Cuarón.
Clooney co-estrelou com Sandra Bullock, Gravity (2013), um thriller espacial dirigido por Alfonso Cuarón. Pelo trabalho, George e Sandra aceitaram receber parte da bilheteria como remuneração, já que o Warner Bros.Studio acreditava que Gravidade não iria bem comercialmente e arcar com salários de Clooney e Bullock seria um gasto muito grande. O filme acabou a sendo maior bilheteria da carreira dos dois atores, arrecadando quase 1 Bilhão de dólares, e assim um dos maiores faturamentos de ambos.
Ele co-escreveu, dirigiu e estrelou The Monuments Men, uma adaptação de The Monuments Men: Allied Heroes, Nazi Thieves e a Maior Caça ao Tesouro da História de Robert M. Edsel. Clooney também produziu August: Osage County (2013), uma adaptação da peça de mesmo nome. O filme foi estrelado por Meryl Streep e Julia Roberts, e foram ambas indicadas ao Oscar pelo trabalho. Seu próximo filme foi Tomorrowland (2015), um filme de aventura de ficção científica da Disney, no qual ele interpretou Frank Walker, um inventor. Mais tarde naquele ano, ele apareceu como ele mesmo na comédia musical de Natal da Netflix, A Very Murray Christmas, estrelado por Bill Murray.
Hail, Caesar!, uma comédia dos irmãos Coen ambientada na indústria cinematográfica de Hollywood na década de 1950, estreou em fevereiro de 2016. Clooney interpretou Baird Whitlock, uma estrela de cinema do tipo Robert Taylor que é sequestrada durante a produção de um filme. Josh Brolin co-estrelou como Eddie Mannix. Clooney se reuniu novamente com Julia Roberts para o thriller dirigido por Jodie Foster, Money Monster (2016), interpretando o apresentador de um programa de televisão que investiga conspirações no comércio em Wall Street, que é feita refém por um espectador falido que recebe uma dica ruim.
Em 2013, Clooney co-fundou Casamigos Tequila com Rande Gerber e Michael Meldman. A marca foi vendida para a Diageo por US$700 milhões em junho de 2017, com US$ 300 milhões adicionais possíveis dependendo do desempenho da empresa nos próximos dez anos.  De acordo com o ranking anual da Forbes, ele foi o ator mais bem pago do mundo em 2017-2018, ganhando $ 239 milhões entre 1° de junho de 2017 e 1° de junho de 2018. Em outubro de 2017, seu projeto de direção Suburbicon, uma comédia policial ambientada na década de 1950, foi lançado. O filme é estrelado por Matt Damon, Julianne Moore e Oscar Isaac, e foi produzido a partir de um roteiro escrito pelos irmãos Coen na década de 1980, que eles pretendiam originalmente dirigir.
Em 7 de junho de 2018, recebeu o Prêmio AFI Life Achievement . Na cerimonia, foi homenageado pelo pai, Nick Clooney, a esposa Amal Clooney, o ex presidente Barack Obama e amigos da indústria, Cate Blanchett, Julianna Margulies, Laura Dern, Julia Roberts, Brad Pitt, Jimmy Kimmel, Don Cheadle, Bill Murray, Jennifer Aniston, Courtney Cox, Anna Kendrick e Shirley McLaine.
Em 2019, Clooney produziu a série de comédia indicada ao Globo de Ouro, On Becoming a God in Central Florida, estrelada por Kirsten Dunst, e dirigiu e produziu a minissérie da Hulu, Catch-22, baseada no romance de mesmo nome de Joseph Heller. Ele inicialmente foi escalado para um papel principal na série, no entanto, optou por um papel secundário menor. A série estreou em 31 de maio de 2019 e foi aclamada pela crítica.
Em seguida, dirigiu, estrelou e produziu o filme de ficção científica The Midnight Sky, baseado no romance de estreia de Lily Brooks-Dalton, Good Morning, Midnight, para a Netflix. A produção estreou em dezembro de 2020 e marcou a primeira vez em 4 anos que Clooney protagonizava uma produção cinematográfica. Segundo o ator, a decisão da pausa na atuação foi para explorar mais outros segmentos da indústria, ter mais controle sobre sua carreira, além de se dedicar mais ao trabalho humanitário e a família. Ele chegou a ser escalado para atuar em uma produção de Soderbergh para a HBO, mas largou o projeto para não expor a família, especialmente o filho asmático, ao COVID, já que as gravações seriam numa época com grande número de casos nos EUA.  Ainda em 2020, produziu os documentários The Art of Political Murder da HBO e Condenados pela Mídia, da Netflix, foi anunciado como diretor da adaptação de Calico Joe, e produtor ao lado de Bob Dylan.
Em 2021, trabalhou na direção e produção da adaptação do livro The Tender Bar, para a Amazon Prime tendo Ben Affleck e Tye Sheridan como protagonistas, e foi divulgado que estaria produzindo uma série documental sobre o escândalo de abuso sexual sofrido pelos estudantes  da Ohio State. No mesmo ano, surgiram rumores que estaria envolvido no remake da série clássica Buck Rogers. No mesmo período, foi anunciado que George vai estrelar e produzir uma comédia romântica com a amiga de longa data Julia Roberts, sendo está a sexta parceira da dupla. Em março de 2021, ano que completa 60 anos, recebeu o  AARP Movies for Grownups Career Achievement Award por "personificar o envelhecimento com graça, provando que, com inteligência e trabalho árduo, até o talento mais extraordinário pode melhorar com o tempo. Ele é um argumento certeiro contra o preconceito de idade ”. Em abril, foi homenageado pelo Cinema Audio Society Awards com o Filmmaker Award, pelo seu "carater que é transmitido para seu trabalho e visto por seu time de colaboradores, inovação, trabalho duro, generosidade e portfólio de realizações para TV e cinema".

## Ativismo

### Clooney Foundation for Justice

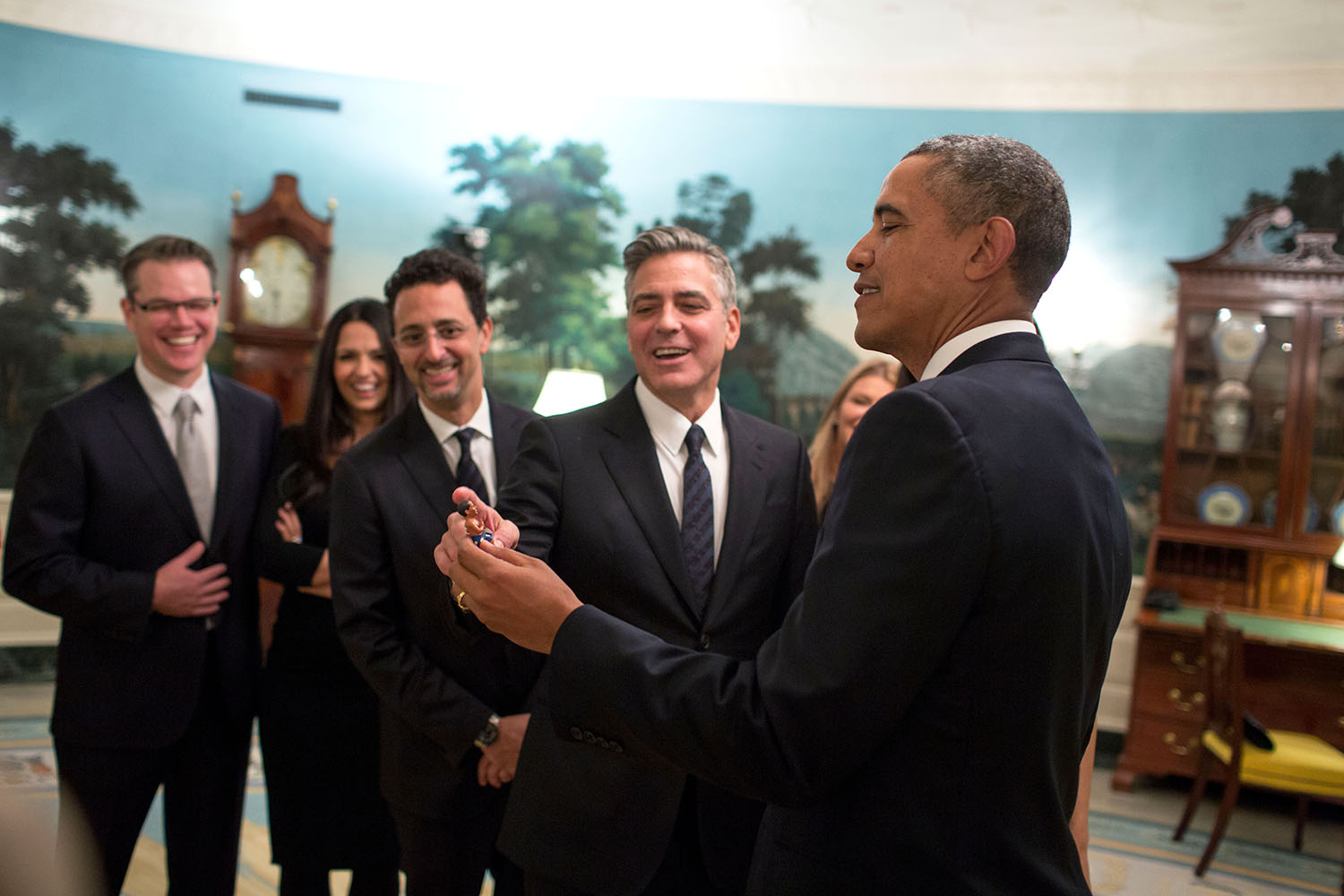
Clooney, Obama, Grant Heslov, Matt Damon e sua esposa Luciana na Casa Branca, 2013

Em 2016, George e Amal Clooney fundaram a Clooney Foundation for Justice, uma organização que visa "advogar pela justiça por meio da responsabilização pelos abusos dos direitos humanos em todo o mundo."
A fundação tem parceria com a Unicef, Google e HP na construção de escolas para crianças Sírias refugiadas. A CFJ também é parceira da Omaze, e juntos, os dois órgãos realizam ações de arrecadação de dinheiro para ações beneficentes.
Em 2017, passaram a hospedar o refugiado iazidi Hazim Avdal, que foi vitima de um ataque do ISIS em um ônibus no Iraque, na casa de George, no Kentucky, enquanto ele estuda em uma universidade americana. Essa é a primeira ação de um plano da fundação para ajudar na educação de universitários refugiados.
Em 2019, lançaram uma ferramenta de monitoramento em locais de risco aos direitos humanos, o TrialWatch App, desenvolvido pela Microsoft, outra parceira da fundação. O projeto tem apoio da Columbia Law School’s Human Rights Institute e da  American Bar Association, e monitora diversos casos de violação de direitos humanos e direito a liberdade de expressão pelo mundo.
Também em 2019, o casal ganhou o prêmio da People’s Postcode Lottery, uma das maiores organizações de caridade da Europa, por seu trabalho humanitário. Eles também receberam um cheque de £ 1milhão para o TrialWatch. Em 2020, aceitaram o maior prêmio do Centro Simon Wiesenthal, o Humanitarian Award.
Em 2021, a CFJ anunciou que TrialWatch App estaria monitorando o caso de Aleksey Navalny e Aasif Sultan.

### Politica
Ele apoiou as campanhas presidenciais de Barack Obama em 2008 e 2012. Clooney endossou Hillary Clinton para a eleição presidencial de 2016, e criticou diversas vezes o ex presidente Donald Trump publicamente.
Em 2020, Obama e Clooney organizaram eventos online para dar suporte a eleição de Joe Biden e Kamala Harris.

### Trabalho Humanitário
Clooney está envolvido com o Not On Our Watch Project, uma organização que concentra atenção global e recursos para impedir e prevenir atrocidades em massa, juntamente com Brad Pitt, Matt Damon, Don Cheadle, David Pressman e Jerry Weintraub. Em fevereiro de 2009, ele visitou Goz Beida, Chade, com o colunista do The New York Times, Nicholas D. Kristof.
Em janeiro de 2010, ele organizou a maratona Esperança para o Haiti Agora, que coletou doações para as vítimas do terremoto no Haiti em 2010. Pelo especial, ganhou o  Bob Hope Humanitarian Award, do Emmy.
Em 7 de agosto de 2020, George e Amal Clooney doaram US $ 100.000 para três instituições de caridade libanesas depois que a capital, Beirute, foi devastada por uma explosão mortal. Eles doaram dinheiro para a Cruz Vermelha Libanesa, Impact Lebanon e Baytna Baytak. A explosão tirou a vida de pelo menos 145 pessoas e feriu mais de 5.000.

### Darfur
Clooney defendeu uma solução para o conflito de Darfur. Ele falou em 2006, em um comício Save Darfur em Washington, D.C. Em abril de 2006, ele passou dez dias no Chade e no Sudão com seu pai para fazer o especial de TV "A Journey to Darfur" refletindo a situação dos refugiados de Darfur e defendendo a ação. O documentário foi transmitido na TV a cabo americana, bem como no Reino Unido e na França. Em 2008, foi lançado em DVD com os rendimentos da venda sendo doados ao Comitê Internacional de Resgate.  Em setembro do mesmo ano, falou ao Conselho de Segurança da ONU com o ganhador do Prêmio Nobel Elie Wiesel para pedir à ONU que encontrasse uma solução para o conflito e ajudasse o povo de Darfur. Em dezembro, ele visitou a China e o Egito com Don Cheadle e dois vencedores das Olimpíadas para pedir a ambos os governos que pressionassem o governo do Sudão.
Em 25 de março de 2007, enviou uma carta aberta à chanceler alemã, Angela Merkel, pedindo à União Europeia que tomasse "ações decisivas" na região, devido ao fracasso do presidente do Sudão, Omar al-Bashir, em responder às resoluções da ONU. Ele narrou e foi co-produtor executivo do documentário de 2007 Sand and Sorrow. Clooney também apareceu no documentário Darfur Now, um apelo à ação lançado em novembro de 2007 para que pessoas de todo o mundo ajudassem a deter a crise de Darfur. Em dezembro de 2007, Clooney e o ator Don Cheadle receberam o Prêmio da Cúpula da Paz dos laureados com o Prêmio Nobel da Paz em Roma. Em seu discurso de aceitação, Clooney disse "Don e eu estamos aqui diante de vocês como fracassados. A simples verdade é que quando se trata das atrocidades em Darfur, essas pessoas não estão em melhor situação agora do que estavam anos atrás.".
Em 18 de janeiro de 2008, as Nações Unidas anunciaram a nomeação de Clooney como mensageiro da paz da ONU, a partir de 31 de janeiro.
Com John Prendergast - ativista de direitos humanos, cofundador do Enough Project e consultor estratégico do Not on Our Watch Project - iniciou o Satellite Sentinel Project (SSP), após uma viagem em outubro de 2010 ao Sudão do Sul. O SSP visa monitorar a atividade armada em busca de sinais de renovada guerra civil entre o Sudão e o Sudão do Sul, e detectar e deter atrocidades em massa ao longo das regiões de fronteira. Eles também escreveram um artigo para o Washington Post em maio de 2011, intitulado "Dançando com um ditador no Sudão", argumentando que: O presidente Omar al-Bashir foi indiciado pelo Tribunal Penal Internacional por genocídio, está aumentando os bombardeios e a obstrução da ajuda alimentar em Darfur, e agora ele ameaça todo o processo de paz norte-sul ... as evidências mostram que os incentivos por si só são insuficientes para mudar Cálculos de Cartum. Deve-se buscar apoio internacional imediatamente para negar o alívio da dívida, expandir as acusações do TPI, isolar diplomaticamente o regime, suspender toda a ajuda não humanitária, obstruir transações bancárias controladas pelo Estado e congelar contas que detêm a riqueza do petróleo desviada por altos funcionários do regime.
Em 16 de março de 2012, Clooney foi preso em frente à Embaixada do Sudão por desobediência civil. Ele pretendia ser preso quando planejou o protesto. Vários outros participantes proeminentes também foram detidos, incluindo Martin Luther King III e Nick Clooney.
Clooney foi descrito como um dos críticos mais estridentes de Omar al-Bashir.

### Genocídio armênio
Clooney apoia o reconhecimento do genocídio armênio. Ele é um dos principais associados da Iniciativa 100 Vidas, um projeto que visa relembrar as vidas perdidas durante o evento. Como parte da iniciativa, Clooney lançou o Prêmio Aurora, que premia aqueles que arriscam suas vidas para prevenir genocídios e atrocidades. Clooney também pediu a vários funcionários do governo americano que apoiassem o reconhecimento dos Estados Unidos do Genocídio Armênio. Os Clooneys visitaram a Armênia para comemorar o 101º aniversário do evento em abril de 2016.

### Síria
Em maio de 2015, Clooney disse à BBC que o conflito sírio era politicamente complicado demais para se envolver e que ele queria se concentrar em ajudar os refugiados.
Em março de 2016, ele e sua esposa, Amal Clooney, se encontraram com refugiados sírios que viviam em Berlim para marcar o quinto aniversário do conflito, antes de se encontrarem com a chanceler alemã, Angela Merkel, para agradecê-la pela política de portas abertas da Alemanha.

### Controlo de armas
Em 2018, após o tiroteio na Stoneman Douglas High School, os Clooneys doaram US$ 500.000 para a Marcha por Nossas Vidas e estiveram presentes na manifestação.
Em 2021, a Vanity Fair publicou um artigo que expões a contribuição de George na Marcha. O ator entrou em contato com os estudantes após uma entrevista dos jovens a Anderson Cooper, incentivou-os a criar o movimento, atuou ativamente na participação e incentivo financeiro de outras celebridades e figuras políticas, criou planos para chamar atenção da mídia, ajudou na escolha e patente do nome March For Our Lives e se uniu a ativistas de outros movimentos sociais para a execução do evento.

### Direitos LGBT
Em março de 2012, Clooney estrelou com Martin Sheen e Brad Pitt em uma performance da peça '8' de Dustin Lance Black - uma encenação do julgamento federal que revogou a proibição do Prop 8 da Califórnia ao casamento do mesmo sexo - como o advogado David Boies. A produção foi realizada no Wilshire Ebell Theatre e transmitida no YouTube para arrecadar dinheiro para a American Foundation for Equal Rights. Em setembro de 2012, Clooney se ofereceu para levar um vencedor do leilão para almoçar em benefício da Rede de Educação de Homossexuais, Lésbicas e Heterossexuais (GLSEN), que trabalha para criar um espaço seguro nas escolas para crianças que são ou podem ser percebidas como gays, lésbicas, bissexuais ou transgêneros.
Em 28 de março de 2019, Clooney escreveu uma carta aberta pedindo o boicote dos hotéis do Sultão de Brunei sobre uma nova lei que entrou em vigor em 3 de abril de 2019 que pune o sexo homossexual e o adultério com a morte por apedrejamento. Clooney lista 9 hotéis, incluindo The Dorchester, 45 Park Lane, Coworth Park, The Beverly Hills Hotel, Hotel Bel-Air, Le Meurice, Hotel Plaza Athenee, Hotel Eden e Hotel Príncipe di Savoia e pede aos leitores que considerem como "estamos investindo dinheiro diretamente nos bolsos dos homens que optam por apedrejar e chicotear até a morte seus próprios cidadãos por serem gays ou acusados de adultério."

### Movimento Black Lives Matter
Clooney se posiciona a favor das manifestações que defendem a vida e segurança dos negros. Em 2020, durante as manifestações pelo assassinato de George Floyd, escreveu um artigo para o The Daily Beast dizendo que "o racismo é a maior pandemia dos EUA", lembrando outros casos de racismo e violência policial contra negros, e criticando Donald Trump por incentivar o ódio.
Sobre o assassinato de Breonna Taylor, rebateu os comentários do procurador-geral do estado do Kentucky, Daniel Cameron, que criticou famosos e influenciadores que publicamente cobram justiça por Breonna e criticam a decisão do estado de absolver os policias responsáveis pelo crime "Eu nasci e fui criado em Kentucky. Cortei tabaco nas fazendas de Kentucky. Meus pais e minha irmã moram em Kentucky. Tenho uma casa em Kentucky e estive lá no mês passado [...] O sistema judiciário no qual fui criado para acreditar responsabiliza as pessoas por suas ações. O nome dela era Breonna Taylor e ela foi morta a tiros em sua cama por três policiais brancos, que não serão acusados de nenhum crime por sua morte. Eu conheço a comunidade. E fui ensinado na escola e nas igrejas de Kentucky o que é certo e o que é errado. Tenho vergonha desta decisão".
Em 2021, um dos advogados que representa a família de Floyd disse em entrevista que tem contato com George.

### Filantropia na Indústria do Cinema
George é diretor do conselho da Motion Picture & Television Fund, organização que apoia membros e ativos e aposentados da indústria do entretenimento, oferecendo auxilio financeiro, médico e psicológico, casa de repouso, gerenciamento de casos e outros serviços sociais. O MPTF ganhou o Jean Hersholt Humanitarian Award, prêmio honorário do Oscar para personalidades com notável trabalho humanitário, na cerimônia 2021 da Academia, sendo a primeira instituição a receber a honra.
Como diretor, Clooney organiza com ostros membros eventos, conferências, campanhas e arrecadações para beneficiar a fundação. Em 2021 anunciaram uma campanha de arrecadação de US$300 milhões

## Negócios

### Casamigos
Em 2013, George fundou a Casamigos Tequila com os amigos Rande Gerber e Mike Meldman. O objetivo do trio foi criar a "tequila perfeita" para tomar com amigos e presentear pessoas queridas. No início não visavam a venda, mas incentivados por amigos, passaram a comercializar o produto, e torna-lo presente em eventos de Hollywood.
Em quatro anos a Casamigos se tornou a marca de tequila de maior crescimento da história dos Estados Unidos e em 2017, a foi vendida para a Diageo, responsável por grandes marcas como a Johnny Walker, por US$1 bilhão. A ideia da Diageo é expandir a distribuição dos produtos para além dos Estados Unidos e Caribe, indo para Europa e outros mercados “para capitalizar no significativo potencial internacional da marca”. Apesar disso, o trio continua envolvido com a Casamigos em aspectos empresariais, criativos e financeiro, e Clooney e Gerber seguem como garotos propaganda.

## Vida pessoal

### Relacionamentos

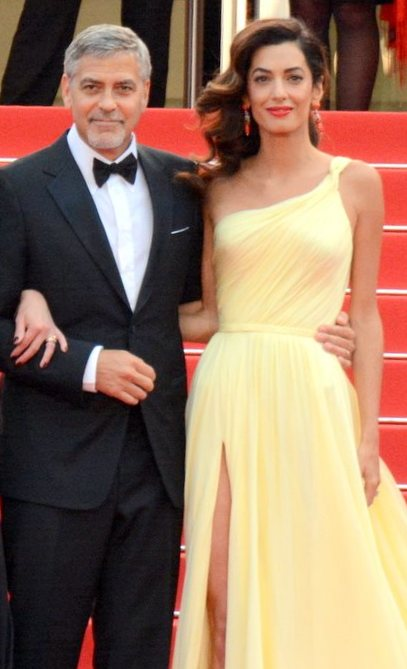
George e Amal Clooney no Festival de Cinema de Cannes, 2016

Clooney namorou a atriz Kelly Preston (1987–1989). Durante o relacionamento, ele comprou um porco vietnamita chamado Max como um presente para Preston, mas quando o relacionamento deles terminou, Clooney ficou com o porco e o criou por mais 18 anos, até que Max morreu em 2006. Ele brincou se referindo a Max como o mais longo relacionamento que ele já teve. Nos anos 80 também foi namorado de Dedee Pfeiffer, irmã de Michelle Pfeiffer.
Clooney foi casado com a atriz Talia Balsam de 1989 a 1993. Após a relação, decidiu nunca mais se casar e também não ter filhos, e em entrevistas assumiu a culpa pelo fim, dizendo que não não era bom marido, que estava mais focado no trabalho e não deu uma real chance para Talia. Entre 1993 e 1996, se relacionou com Cameron Diaz, Frances Fisher, Melissa Gilbert e de forma mais séria com Kimberly Russell e Karen Duffy. De 1996 a 1999, namorou a personalidade francesa de reality shows Céline Balitran. Após o termino, namorou brevemente a socialite Carole Radziwill, de Real Housewives of New York City.
Em 2000, esteve vinculado a Charlize Theron, Lucy Liu.[carece de fontes?] Depois de conhecer a modelo britânica Lisa Snowdon em 2000, entrou em um relacionamento de cinco anos entre várias idas e vindas. Clooney esteve com Renée Zellweger (2001), Jennifer Siebel Newsom (2002), Krista Allen (2002–2004, 2006), Monika Jakisic (2004, 2006, 2007), Linda Thompson (2006) e supostamente Teri Hatcher. Em junho de 2007, começou a namorar a garçonete Sarah Larson, mas o casal se separou em maio de 2008. Em julho de 2009, iniciou o relacionamento com a atriz italiana Elisabetta Canalis, que durou até junho de 2011. Em julho de 2011, Clooney começou a namorar o ex personalidade da WWE Stacy Keibler. Eles terminaram em 2013.
Pouco tempo após o rompimento com Kiebler, George e a advogada de direitos humanos Amal Alamuddin foram apresentados por um amigo em comum durante um jantar na casa do ator em Lago Como. Eles ficaram amigos e começaram a namorar alguns meses depois. Em 28 de abril de 2014, ficaram noivos.
Em julho de 2014, Clooney criticou publicamente do tabloide britânico Daily Mail depois que este alegou que a mãe de sua noiva se opõe ao casamento deles por motivos religiosos. Quando o tabloide pediu desculpas por sua história falsa, Clooney se recusou a aceitar. Ele chamou o jornal de "o pior tipo de tabloide. Um que inventa seus fatos em detrimento de seus leitores". Em 7 de agosto de 2014, Clooney e Alamuddin obtiveram licenças de casamento no Royal Borough of Kensington e Chelsea of the Reino Unido. Casaram-se oficialmente em 27 de setembro de 2014, no Ca 'Farsetti, em Veneza. A cerimônia foi realizada por Walter Veltroni, amigo de Clooney, ex-prefeito de Roma. As festividades de casamento duraram 4 dias, contaram com convidados famoso como Bono Vox, Bill Murray, Anna Wintour, Cindy Crawford, Matt Damon, Samantha Barry, Emily Blunt e John Krasinski, e atraíram uma multidão de curiosos, jornalistas do mundo todo e paparazzi. As fotos oficias foram vendidas para People, Hello! Magazine,Vogue e Vanity Fair Itália por uma valor milionário não divulgado, que foi inteiramente doado para causas sociais.
E, 2016, George e Amal conseguiram uma ordem de restrição contra um homem que ameaçou o casal, enviando a equipe do ator documentos "delirantes e perturbadores".

### Filhos
Em janeiro, uma publicação libanesa reportou que Amal estaria grávida de gêmeos. Em 9 de fevereiro de 2017, a informação foi relatada no talk show da CBS, The Talk, pela jornalista e apresentadora Julie Chen, amiga de Clooney, que ficou sabendo da gravidez pelo casal semanas antes do anúncio, a noticia confirmada pelo amigo do casal, Matt Damon, no dia seguinte. George falou pela primeira vez sobre a gravidez ao programa Rencontres de Cinema do Canal+, da França: "Estamos muito felizes e muito animados. Vai ser uma aventura. Nós meio que abraçamos tudo...de braços abertos". Em 6 de junho de 2017, Amal deu à luz a Ella e Alexander no St Mary's Hospital, em Londres. Os gêmeos têm cidadania americana e britânica, mas leis Libanesas não permitem que as crianças sejam consideradas também cidadãs do Líbano.
Em 2017, George processou a revista francesa Voici, um paparazzo e uma agência de fotos de celebridades pela publicação das primeiras fotos dos gêmeos na capa da revista. Segundo Clooney, as fotos foram tiradas sem autorização, visto que o fotografo invadiu a propriedade da família em Lago Como para isso. O ator também já relatou que ele e sua equipe de segurança já flagraram paparazzi tentando tirar fotos das crianças colocando um drone para sobrevoar as janelas de uma de suas casas e se escondendo no corredor de um hotel que a família se hospedava.
Em 2020, Clooney revelou a Jimmy Kimmel e Graham Norton em seus respectivos talk shows que os gêmeos falam italiano fluentemente, apesar dos país não falarem o idioma. Para outro veículo, declarou no mesmo ano que as crianças falam algumas frases e expressões em árabe, influenciados pela mãe e avó.
Em entrevista ao Hollywood Reporter, o ator contou que por conta do trabalho da Amal como advogada de direitos humanos e ameaças já recebidas, existe uma preocupação com as segurança e privacidade dos gêmeos - assim como de toda família - para não se tornarem alvos fáceis de criminosos: "Minha esposa está levando o primeiro caso contra o ISIS a tribunal, então temos muitos problemas - problemas reais e sérios de segurança - que temos que lidar diariamente. Realmente não queremos que nossos filhos sejam alvos, então temos que prestar atenção a isso. Mas, você sabe, também vivemos nossas vidas. Não nos escondemos.".
Segundo Clooney – que por décadas carregou a fama de solteirão cobiçado e em 2007 declarou que era egoísta demais para ter filhos, que qualquer mulher que entra na vida dele tem que lidar com o fato de que o trabalho é a coisa mais importante em sua vida e que não estava disposto a mudar seu estilo de vida, onde se via feliz e confortavel– , o casamento com Amal foi mais surpreendente para ele que para o resto do mundo, e a decisão de ter filhos não estava nos planos do casal em primeiro momento, nem falaram sobre isso nos primeiros anos de relacionamento, mas surgiu da vontade de dividir todas as coisas boas que tinham. Para eles, que são extremamente envolvidos em causas sociais, existe a preocupação que as crianças se tornem cidadãos empáticos e humanitários, que se preocupam com o outro e empoderam pessoas que precisam de plataforma. Para o ator, construir uma família mostrou que sua vida, que parecia cheia e completa, estava na verdade incompleta, e lhe apresentou os sentimentos de amor incondicional e pertencimento.

### Religião
Clooney foi criado em uma família católica devota, e afirmou que se confessava todas as semanas. Clooney é agora um ateu, e declarou em uma entrevista à revista W que não acredita em Deus.

### Propriedades[114]
Los Angeles: Clooney possui uma mansão em Studio City, Los Angeles, com 6 quartos, adega, piscina, sala de cinema e quadra esportiva. Ele comprou a casa de 7.354 pés quadrados (683,2 m²) em 1995. É a mesma propriedade em que morou Clark Gable. A casa é cercada de uma grande área de arvores, protegendo a privacidade do ator. Em 2012, Barack Obama e Clooney organizaram uma festa para arrecadar fundos para a reeleição do então presidente na propriedade.
Itália: Sua famosa casa na Itália fica no vilarejo de Laglio, no Lago de Como, perto da antiga residência da autora italiana Ada Negri, foi comprada em 2001 por US$13,5 milhões, tem 25 salas, academia, adega, piscinas, quadras e uma ampla garagem. É onde ele conheceu a esposa Amal e recebe amigos famosos para passar férias, como a família Obama, Harry e Meghan Markle, Cindy Crawford, Adam Sandler, Jennifer Aniston, Bono, Bill Murray, Brad Pitt, Angelina Jolie, Robert De Niro, Leonardo DiCaprio, David e Victoria Beckham e outros. Foi nela que Emily Blunt e John Krasinski se casaram, Viola Davis passou sua lua de mel e Julia Roberts celebrou alguns aniversários de casamento. A mansão aparece no filme Oceans 12 como a casa do personagem de Vincent Cassel. O elenco se hospedou lá durante e após as filmagens do longa. Em 2015, o prefeito da cidade estabeleceu uma multa de £ 500 para quem parasse carros e barcos muito perto da propriedade, a medida é para evitar paparazzi e acidentes entre veículos.
Inglaterra: Em 2014, ele e sua esposa compraram a Mill House, em uma ilha no rio Tâmisa em Sonning Eye em Oxfordshire, Inglaterra a um custo de cerca de £10 milhões. A casa 10 suítes, cinema com 16 lugares, estúdio de edição, piscina, pool room, um anexo para acomodar a equipe de segurança da casa, quadra esportiva, uma ampla área externa e teve segurança reforçada com grande número de câmeras e arvores que tapa a visão externa por conta das ameaças de morte que Amal recebeu por conta de seu trabalho como advogada. A mansão divide a ilha com um teatro local que o casal frequenta e já ajudou financeiramente.
França: em 2021, foi confirmado pelo prefeito da cidade de Brignoles, no departamento de Var, que George comprou uma luxuosa propriedade de um casal australiano nos arredores cidade por cerca de £8 milhões. A casa, que fica a 30 minutos do imóvel de Brad Pitt e Angelina Jolie e próxima a propriedade de George Lucas, tem uma mansão de 3 andares, 170 hectares de terreno, vinhedo de 100 acres (cerca de 404686 metros quadrados), piscina de 22 metros à sobra de arvores, terraço para refeições, pátios de cascalho de ervilha delimitados por uma alta cobertura de buxo, quadra de petanca, quadra de tênis com pátio para observação das videiras, uma casa de caseiro, um lago ornamental, um jardim de lavanda, um olival de 1.000 árvores e é cercada por florestas com vistas das colinas.
Outras propriedades: Clooney também possuía uma casa em Los Cabos, México, que fica ao lado da residência de seu casal de amigos Cindy Crawford e Rande Gerber. As propriedades foram vendidas em 2016 para um bilionário mexicano. Também em 2016, foi reportado que o casal comprou um apartamento em Nova York, na luxuosa 100 East 53rd Street. A informação não foi confirmada.

### Acidentes de Moto
Em 21 de setembro de 2007, George e sua então namorada Sarah Larson ficaram feridas em um acidente de motocicleta em Weehawken, Nova Jersey, quando sua motocicleta foi atropelada por um carro. O motorista do carro relatou que Clooney tentou ultrapassá-lo à direita, enquanto Clooney disse que o motorista fez um sinal para a esquerda e então decidiu fazer uma curva abrupta à direita e atropelou sua motocicleta. Em 9 de outubro de 2007, mais de 12 funcionários do Palisades Medical Center foram suspensos por olharem os registros médicos de Clooney, em violação à lei federal..
Em 10 de julho de 2018, foi atropelado por um carro que dirigia na contramão enquanto passeava de motocicleta com Grant Heslov e um segurança particular na Sardenha. Ele foi hospitalizado com ferimentos leves.

### Esportes
Por ter crescido próximo de Cincinnati, Clooney é um fã do Cincinnati Bengals e do Cincinnati Reds.

### Amizades
George é conhecido por ser uma figura muito carismática e muito querida por colegas de Hollywood, além de também manter amizades no meio político e humanitário. Ele também é conhecido por pregar peças em seus amigos famosos.
Em 2013, ele decidiu retribuir a ajuda que recebeu antes da fama e no começo do estrelato de amigos, dando US$ 1 milhão em espécie para cada um de seus 14 melhores amigos. Em entrevista, o empresário Rande Gerber, um dos recebedores da quantia, disse que o ator não permitiu que ninguém recusasse o dinheiro, pois nesse caso, nenhum deles poderia ficar com o presente, e que o valor mudou a vida de algumas daquelas pessoas, já que alguns estavam passando por um período financeiro difícil.
O ator é padrinho de alguns dos filhos desses amigos próximos e de filhos de funcionários.

## Na mídia

### Publicidade
Clooney apareceu em comerciais da Fiat, Nissin, Martini, Warburtons  e antes da fama chegou a fazer um grande número de comerciais japoneses.
É o principal rosto da Nespresso mundialmente desde 2004 e membro do Conselho Consultivo de Sustentabilidade da marca. Pelo trabalho recebe cerca de US$40 milhões por ano.
Também é um dos embaixadores da Omega Watch desde 2007

### Imagem Pública
Clooney foi nomeado uma das 100 pessoas mais influentes do mundo pela revista Time em 2006, 2007, 2008 e 2009. Ele já foi descrito diversas vezes como um dos homens mais bonitos do mundo, Pessoa e Homem do Ano. Pela People Magazine, foi eleito "Homem Mais Sexy do Mundo" duas vezes. Em 2005, o TV Guide classificou Clooney no. 1 em sua lista das "50 estrelas mais sexy de todos os tempos".
A matéria de capa em uma edição de fevereiro de 2008 da revista Time foi intitulada: "George Clooney: A última estrela de cinema".
Em 2018, foi o ator mais bem pago de Hollywood, com ganho de $234 milhões. George é uma das personalidades mais ricas da indústria, com fortuna estimada em US$550 milhões, em 2020 entrou no Top 10 da Forbes de atores mais bem pagos da década.
Até o casamento com Amal, carregou o título de "eligIble bachelor", por conta de seu grande número de relacionamentos e rejeição ao matrimonio e ideia de ter filhos.
Ele foi parodiado no episódio "Smug Alert!" de South Park, que critica seu discurso de aceitação no 78º Oscar. Clooney também emprestou sua voz a South Park como Sparky the Dog em "Big Gay Al's Big Gay Boat Ride "e como o médico da sala de emergência em South Park: Bigger, Longer & Uncut. Clooney foi caricaturado no American Dad! episódio "Tears of a Clooney", no qual Francine Smith planeja destruí-lo.
O diretor Alexander Cartio fez sua estreia no longa-metragem, Convincing Clooney, sobre um artista de Los Angeles que, enfrentando a rejeição como ator e roteirista, trama um plano mestre para fazer George estrelar seu primeiro curta de baixo orçamento. O filme foi lançado em DVD em novembro de 2011.
Em 2014, foi nomeado a quinta celebridade mais influente do mundo em questões políticas.[carece de fontes?]

## Publicações
Articles
- "The Key to Making Peace in Africa". Co-authored with John Prendergast. Foreign Affairs, Vol. 97, No. 2, March 14, 2018.[141]

## Filmografia

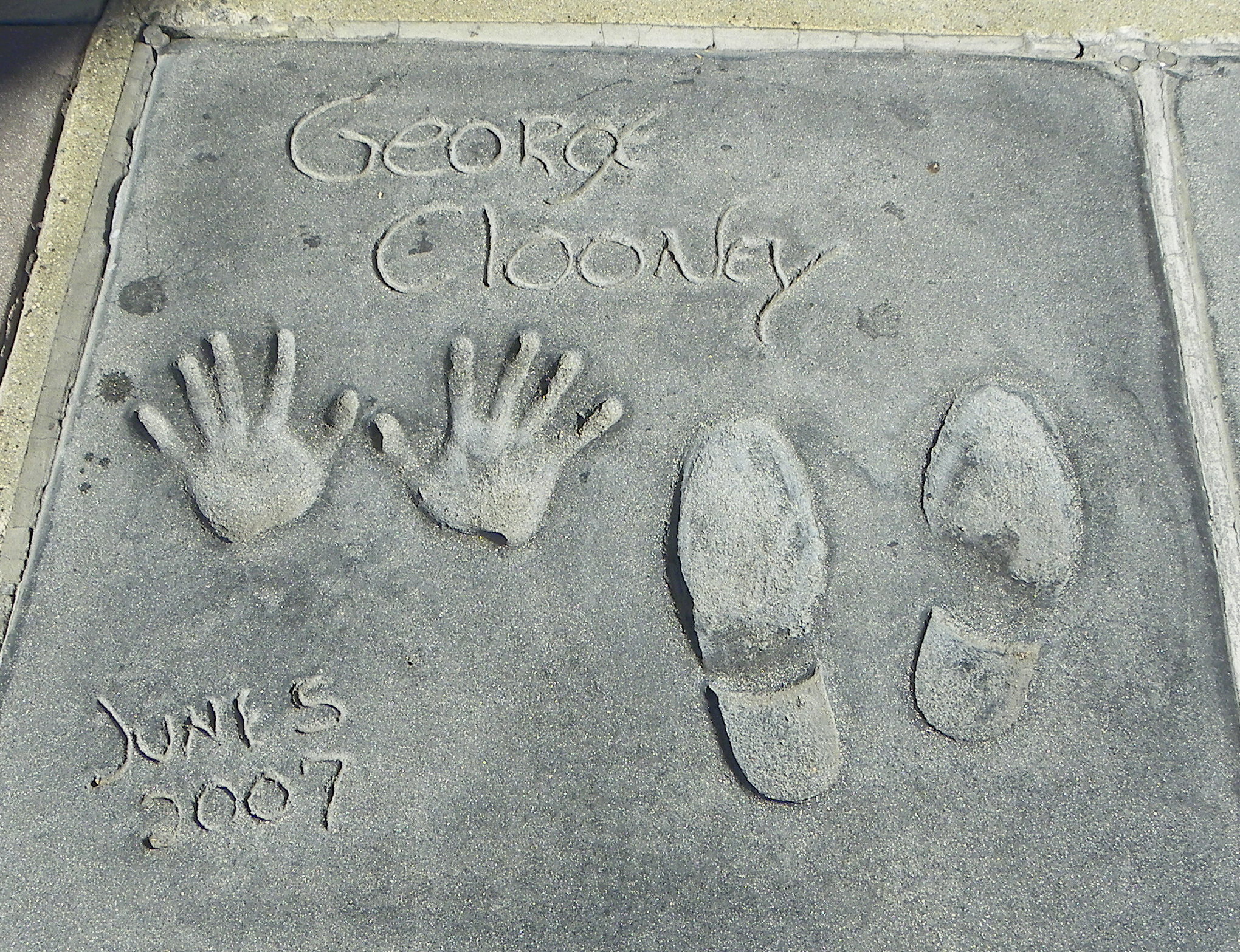
Pegadas e assinatura de Clooney na Calçada da Fama do Grauman's Chinese Theatre.

### Cinema
| Ano  | Título                                 | Papel                            | Notas          |
| ---- | -------------------------------------- | -------------------------------- | -------------- |
| 1983 | Grizzly II: Revenge                    | Ron                              |                |
| 1986 | Combat Academy                         | Cadete Major Biff Woods          |                |
| 1987 | Return to Horror High                  | Oliver                           |                |
| 1988 | Return of the Killer Tomatoes          | Matt Stevens                     |                |
| 1989 | Red Surf                               | Remar                            |                |
| 1992 | Unbecoming Age                         | Mac                              |                |
| 1993 | The Harvest                            | Travesti de sincronização labial | Cameo          |
| 1996 | From Dusk till Dawn                    | Seth Gecko                       |                |
| 1996 | Um Dia Especial                        | Jack Taylor                      |                |
| 1997 | Batman & Robin                         | Bruce Wayne / Batman             |                |
| 1997 | O Pacificador                          | Lt. Col. Thomas Devoe            |                |
| 1998 | The Thin Red Line                      | Capitão Charles Bosche           |                |
| 1998 | Out of Sight                           | Jack Foley                       |                |
| 1998 | Waiting for Woody                      | Ele mesmo                        | Curta-metragem |
| 1999 | Três Reis                              | Archie Gates                     |                |
| 1999 | The Book That Wrote Itself             | Ele mesmo                        | Cameo          |
| 1999 | South Park: Maior, Melhor e Sem Cortes | Dr. Horatio Gauche               | Voz            |
| 2000 | The Perfect Storm                      | Capitão Billy Tyne               |                |
| 2000 | O Brother, Where Art Thou?             | Ulysses Everett McGill           |                |
| 2001 | Onze Homens e Um Segredo               | Danny Ocean                      |                |
| 2001 | Pequenos Espiões                       | Diego Devlin                     |                |
| 2002 | Confissões de uma Mente Perigosa       | Jim Byrd                         |                |
| 2002 | Solaris                                | Chris Kelvin                     |                |
| 2002 | Welcome to Collinwood                  | Jerzy                            |                |
| 2003 | Pequenos Espiões 3D                    | Presidente Diego Devlin          |                |
| 2003 | Intolerable Cruelty                    | Miles Massey                     |                |
| 2004 | Doze Homens e Outro Segredo            | Danny Ocean                      |                |
| 2005 | Boa Noite, e Boa Sorte                 | Fred Friendly                    |                |
| 2005 | Syriana                                | Bob Barnes                       |                |
| 2006 | The Good German                        | Jake Geismer                     |                |
| 2007 | Michael Clayton                        | Michael Clayton                  |                |
| 2007 | Treze Homens e um Novo Segredo         | Danny Ocean                      |                |
| 2007 | Sand and Sorrow                        | Narrador                         | Documentário   |
| 2007 | Darfur Now                             | Ele mesmo                        | Documentário   |
| 2008 | Leatherheads                           | Jimmy "Dodge" Connelly           |                |
| 2008 | Burn After Reading                     | Harry Pfarrer                    |                |
| 2009 | O Fantástico Sr. Raposo                | Sr. Raposo                       | Voz            |
| 2009 | Os Homens que Encaravam Cabras         | Lyn Cassady                      |                |
| 2009 | Amor Sem Escalas                       | Ryan Bingham                     |                |
| 2010 | The American                           | Jack / Edward                    |                |
| 2011 | The Ides of March                      | Governador Mike Morris           |                |
| 2011 | Os Descendentes                        | Matthew "Matt" King              |                |
| 2013 | Gravidade                              | Matthew "Matt" Kowalski          |                |
| 2014 | The Monuments Men                      | Frank Stokes                     |                |
| 2014 | Annie                                  | Ele mesmo                        | Cameo          |
| 2015 | Tomorrowland                           | Frank Walker                     |                |
| 2016 | Hail, Caesar!                          | Baird Whitlock                   |                |
| 2016 | Money Monster                          | Lee Gates                        |                |
| 2020 | O Céu da Meia-Noite                    | Augustine Lofthouse              |                |
| 2022 | Ticket to Paradise                     | David Cotton                     |                |
| 2023 | The Flash                              | Bruce Wayne                      | Cameo          |
| TBA  | Wolves                                 |                                  | Em Filmagem    |

### Televisão
| Ano             | Título                                                     | Papel                                       | Notas                                                               |
| --------------- | ---------------------------------------------------------- | ------------------------------------------- | ------------------------------------------------------------------- |
| 1971            | The Uncle Al Show                                          | Capitão do Navio                            | Artista de esquete                                                  |
| 1984–1985       | E/R                                                        | Mark "Ace" Kolmar                           | 8 episódios                                                         |
| 1984            | Riptide                                                    | Lenny Colwell                               | Episódio: "Where the Girls Are"                                     |
| 1985            | Street Hawk                                                | Kevin Stark                                 | Episódio: "A Second Self"                                           |
| 1985            | Crazy Like a Fox                                           | Skip                                        | Episódio: "Suitable for Framing"                                    |
| 1985–1987       | The Facts of Life                                          | George Burnett                              | 17 episódios                                                        |
| 1986            | Hotel                                                      | Nick Miller                                 | Episódio: "Recriminations"                                          |
| 1986            | Throb                                                      | Rollo Moldonaldo                            | Episódio: "My Fair Punker Lady"                                     |
| 1986            | Combat Academy                                             | Cadete Major Biff Woods                     | Telefilme; também conhecido como Combat High                        |
| 1987            | Hunter                                                     | Matthew Winfield                            | Episódio: "Double Exposure"                                         |
| 1987            | Murder, She Wrote                                          | Kip Howard                                  | Episódio: "No Laughing Murder"                                      |
| 1987            | The Golden Girls                                           | Det. Bobby Hopkins                          | Episódio: "To Catch A Neighbor"                                     |
| 1988–1991       | Roseanne                                                   | Booker Brooks                               | 11 episódios                                                        |
| 1990, 1992      | Sunset Beat                                                | Policial Chris Chesbro                      | 6 episódios                                                         |
| 1991            | Baby Talk                                                  | Joe                                         | 5 episódios                                                         |
| 1992            | Jack's Place                                               | Rick Logan                                  | Episódio: "Everything Old Is New Again"                             |
| 1992–1993       | Bodies of Evidence                                         | Det. Ryan Walker                            | 16 episódios                                                        |
| 1993            | The Building                                               | Bonnie's Fiancée                            | Episódio: "Piloto"                                                  |
| 1993            | Without Warning: Terror in the Towers                      | Kevin Shea                                  | Telefilme                                                           |
| 1993–1994       | Sisters                                                    | Det. James Falconer                         | 19 episódios                                                        |
| 1994–2000, 2009 | ER: Plantão Médico                                         | Dr. Doug Ross                               | 109 episódios                                                       |
| 1995            | Friends                                                    | Dr. Michael Mitchell                        | Episódio: "The One With Two Parts: Part Two"                        |
| 1995            | Saturday Night Live                                        | Ele mesmo (host)                            | Episódio: "George Clooney/The Cranberries"                          |
| 1997            | South Park                                                 | Sparky the Dog (voz)                        | Episódio: "Big Gay Al's Big Gay Boat Ride"                          |
| 1998            | Murphy Brown                                               | Doutor #2                                   | Episódio: "Never Can Say Goodbye: Part 2"                           |
| 2000            | Fail Safe                                                  | Coronel Jack Grady                          | Produção de televisão ao vivo; também produtor executivo            |
| 2010            | Hope for Haiti Now: A Global Benefit for Earthquake Relief | Ele mesmo                                   | Também criador, desenvolvedor, produtor executivo e co-apresentador |
| 2014            | Text Santa 4                                               | George Oceans Gravity, Marquis of Hollywood | Downton Abbey                                                       |
| 2015            | A Very Murray Christmas                                    | Ele mesmo                                   | Especial de TV                                                      |
| 2018            | My Next Guest Needs No Introduction with David Letterman   | Ele mesmo                                   | Episódio: "You Be the Newsman, I'll Be Liz Taylor"                  |
| 2019            | Catch-22                                                   | Scheisskopf                                 | 3 episódios; também produtor executivo e diretor                    |
| 2021            | Last Week Tonight with John Oliver                         | Ele mesmo                                   | Cameo Episódio: "Sponsored Content"                                 |
| 2022            | The Last Movie Stars                                       | Paul Newman (voz)                           | Documentário de 6 episódios                                         |
| 2022            | Norman Lear: 100 Years of Music & Laughter                 | Ele mesmo                                   | Especial de TV                                                      |

## Prêmios e indicações

### Oscar(EUA)
| Ano  | Categoria               | Filme                      | Resultado |
| ---- | ----------------------- | -------------------------- | --------- |
| 2006 | Melhor Ator Coadjuvante | Syriana                    | Venceu    |
| 2006 | Melhor Diretor          | Good Night, and Good Luck. | Indicado  |
| 2006 | Melhor Roteiro Original | Good Night, and Good Luck. | Indicado  |
| 2008 | Melhor Ator             | Michael Clayton            | Indicado  |
| 2010 | Melhor Ator             | Up in the Air              | Indicado  |
| 2012 | Melhor Ator             | The Descendants            | Indicado  |
| 2012 | Melhor Roteiro Adaptado | The Ides of March          | Indicado  |
| 2013 | Melhor Filme            | Argo                       | Venceu    |

### Globo de Ouro(EUA)
| Ano  | Categoria                     | Filme                      | Resultado |
| ---- | ----------------------------- | -------------------------- | --------- |
| 2001 | Melhor Ator (Comédia/Musical) | O Brother, Where Art Thou? | Venceu    |
| 2006 | Melhor Ator Coadjuvante       | Syriana                    | Venceu    |
| 2006 | Melhor Diretor                | Good Night, and Good Luck. | Indicado  |
| 2006 | Melhor Roteiro                | Good Night, and Good Luck. | Indicado  |
| 2008 | Melhor Ator (Drama)           | Michael Clayton            | Indicado  |
| 2010 | Melhor Ator (Drama)           | Up in the Air              | Indicado  |
| 2012 | Melhor Ator (Drama)           | The Descendants            | Venceu    |
| 2012 | Melhor Diretor                | The Ides of March          | Indicado  |
| 2012 | Melhor Roteiro                | The Ides of March          | Indicado  |
| 2013 | Melhor Filme Dramático        | Argo                       | Venceu    |

### BAFTA(Reino Unido)
| Ano  | Categoria               | Filme                      | Resultado |
| ---- | ----------------------- | -------------------------- | --------- |
| 2006 | Melhor Ator Coadjuvante | Syriana                    | Indicado  |
| 2006 | Melhor Ator Coadjuvante | Good Night, and Good Luck. | Indicado  |
| 2006 | Melhor Diretor          | Good Night, and Good Luck. | Indicado  |
| 2006 | Melhor Roteiro Original | Good Night, and Good Luck. | Indicado  |

### Prémios Screen Actors Guild(EUA)
| Ano  | Categoria                            | Filme                      | Resultado |
| ---- | ------------------------------------ | -------------------------- | --------- |
| 1995 | Melhor Elenco (Série Dramática)      | E.R.                       | Indicado  |
| 1996 | Melhor Elenco (Série Dramática)      | E.R.                       | Venceu    |
| 1997 | Melhor Elenco (Série Dramática)      | E.R.                       | Venceu    |
| 1998 | Melhor Elenco (Série Dramática)      | E.R.                       | Venceu    |
| 1999 | Melhor Elenco (Série Dramática)      | E.R.                       | Venceu    |
| 2000 | Melhor Elenco (Série Dramática)      | E.R.                       | Indicado  |
| 2001 | Melhor Elenco (Série Dramática)      | E.R.                       | Indicado  |
| 2006 | Melhor Ator (Coadjuvante/Secundário) | Syriana                    | Indicado  |
| 2006 | Melhor Elenco (Cinema)               | Good Night, and Good Luck. | Indicado  |
| 2008 | Melhor Ator (Principal)              | Michael Clayton            | Indicado  |
| 2010 | Melhor Ator (Principal)              | Up in the Air              | Indicado  |
| 2012 | Melhor Ator (Principal)              | The Descendants            | Indicado  |